# Love! Valour! Compassion!
Love! Valour! Compassion! è un'opera teatrale di Terrence McNally, debuttata nell'Off Broadway nel 1994 e a Broadway l'anno successivo. La commedia ha vinto svariati premi, tra cui il Tony Award alla migliore opera teatrale, il Drama Desk Award, l'Obie Award e l'Evening Standard Award.

## Trama
Otto amici gay spendono tutti insieme le vacanze in una casa in riva al lago. Tra l'oro c'è Gregory, un coreografo di mezz'età che teme di perdere la propria creatività, il suo giovane compagno cieco Bobby, Arthur e il compagno Perry, John Jeckyll, il costumista Buzz, Ramon e James. Mentre discutono dell'idea di fare per uno spettacolo di beneficenza un numero in drag tratto da Il lago dei cigni, gli otto parlano del diffondersi dell'HIV e della vita gay di quegli anni.

## Adattamenti
Nel 1997 il regista Joe Mantello ha diretto Le stagioni dell'amore, trasposizione cinematografica del dramma.